# ايمانويل أرياغا
ايمانويل أرياغا (بالإسبانية: Emmanuel Arriaga)‏ هو لاعب كرة قدم مكسيكي، ولد في 1 فبراير 1991.

## وصلات خارجية
- ايمانويل أرياغا على موقع قاعدة بيانات كرة القدم.إي يو (الإنجليزية)